# FC Tschirpan
Der FC Tschirpan ist ein bulgarischer Fußballverein aus Tschirpan. Der langjährige Zweitligist spielt mittlerweile nur noch im unterklassigen Bereich.

## Geschichte
Der Verein wurde 1929 unter dem Namen Jaworow Tschirpan zu Ehren des in der Stadt geborenen Dichters Pejo Jaworow gegründet. In den folgenden Jahren gab es mehrfach Umbenennungen, seit 1980 trägt der Klub seinen heutigen Namen.
Unter dem Namen DSO Torpedo Tschirpan stieg der Klub 1953 in die seinerzeit unter dem Namen B Grupa bekannte zweithöchste Spielklasse. Zwischenzeitlich wieder zum ursprünglichen Namen zurückgekehrt, verpasste die Mannschaft am Ende der Zweitliga-Spielzeit 1958/59 den Klassenerhalt, als im Zuge einer Ligareform die beiden Staffeln vereint wurden. Nachdem sie dreimal aufgestiegen und direkt wieder abgestiegen war etablierte sich die Mannschaft nach dem erneuten Aufstieg zur Spielzeit 1973/74 in der zweiten Liga. 1983 erreichte sie das Endspiel um den Sowjetarmee-Pokal, musste sich aber Lokomotive Plowdiw geschlagen geben.
Die erfolgreiche Zeit der 1970er und 1980er endete für den FC Tschirpan mit dem Abstieg am Ende der Zweitliga-Spielzeit 1986/87. Erst 1994 gelang die Zweitligarückkehr, wo der Klub am Ende der Spielzeit 1994/95 eine Ligareform überstand. Nach drei Zweitliga-Spielzeiten stieg die Mannschaft jedoch am Ende der Spielzeit 1996/97 erneut ab. Anschließend rutschte der Klub in den regionalen Ligabereich ab.